# Cantón de Juvigny-sous-Andaine
El cantón de Juvigny-sous-Andaine era una división administrativa francesa, que estaba situada en el departamento de Orne y la región de Baja Normandía.

## Composición
El cantón estaba formado por trece comunas:
- Bagnoles-de-l'Orne
- Beaulandais
- Geneslay
- Haleine
- Juvigny-sous-Andaine
- La Baroche-sous-Lucé
- La Chapelle-d'Andaine
- Loré
- Lucé
- Perrou
- Saint-Denis-de-Villenette
- Sept-Forges
- Tessé-Froulay

## Supresión del cantón de Juvigny-sous-Andaine
En aplicación del Decreto nº 2014-247 de 25 de febrero de 2014, el cantón de Juvigny-sous-Andaine fue suprimido el 22 de marzo de 2015 y sus 13 comunas pasaron a formar parte del nuevo cantón de Bagnoles-de-l'Orne.